# 마린카 전투 (2022~2023년)
러시아가 우크라이나를 침공하는 동안 마린카시를 장악하기 위해 러시아군과 우크라이나군 사이에 전투가 벌어졌다.
이 전투의 기간과 도시 기반 시설의 파괴 정도가 주목할 만했다. 2022년 11월까지 도시의 대부분이 파괴되었으며 민간인은 한 명도 남지 않았고 전투에서 살아남은 건물도 거의 남아 있지 않았다. 2023년 12월까지 러시아는 마린카의 거의 모든 지역을 점령했다.
2023년 12월 25일 러시아는 자국군이 도시를 완전히 점령했다고 밝혔지만 우크라이나군은 처음에는 이 주장을 부인했다. 우크라이나의 총사령관 발레리 잘루즈니는 다음날 마린카의 손실을 확인했다.

## 같이 보기
- 아우디이우카 전투 (2022년~2024년)
- 피스키 전투